# 劉玄炫
劉 玄炫（りゅう げんげん、リュウ・シュアンシュアン、英語: Liu Xuanxuan、2000年6月18日 - ）は、中華人民共和国の女子バドミントン選手。2018年の世界ジュニア選手権とアジアジュニア選手権の女王。

## 経歴
ジュニア時代には、女子ダブルスでは夏玉婷とペアを組み世界ジュニア選手権優勝。混合ダブルスでは郭新娃とのペアでアジアジュニア選手権優勝。
李汶妹とのペアで世界ランク14位まで到達。